# Ali Šer Khan Ančan
Ali Šer Khan Ančan,  (baltijsko: علی شیر خان انچن) (imenovan tudi Ali Rai, Ray Alī, Alī Rai, Radža Šer Ali Mir, Mir Ali, Šer Ali and Ali Zad) je bil slaven Baltijski kralj. Izhajal je iz Makpon dinastije, kralj, ki je združil Baltistan in razširil njegove meje v Ladak in zahodni Tibet na vzhodu, in na zahodu vključil Hizar in Čitral. 
Začetek njegovega vladanja se postavlja v leto 1591 kot terminus ante quem. Za njegovo smrt pa postavljajo leto 1622/23 kot terminus post quem. Vzdrževal je tesne odnose z dvorom indijskega Mogulskega cesarja, ne da bi se odrekel svoji politični neodvisnosti. Ali Šer Khan velja za graditelja velikih trdnjav Harfočo in Kahčana v Skardu in je v zgodovini zaslovel kot osvajalec Ladaka. Uspešno je odvrnil poskus invazije sile mogalskega cesarja Džahangirja. Veličanje njegovega vladanja se odraža v številnih ljudskih pesmih, ki se pojejo še danes, 400 let po njegovem vladanju v Baltistanu.

## Ančan in Moguli
Ko je Mogulski cesar Akbar  (1556-1605) leta  1586  osvojil Kašmir so vladarji Baltistana dobili močnega soseda. Leta 1589 je Akbar drugič pripotoval v Kašmir. Na tej poti je bila sprejeta odločitev, da se v Mali Tibet (Baltistan) in Veliki Tibet (Ladak) pošljejo ambasadorji, ker, kot je hvaležno pisal Abu´l Fazl, „vladarji teh dveh držav niso imeli poguma, da bi se pojavili pred vzvišenim cesarskim dvorom osebno, potem ko je hrup vojske, ki je zajela svet, dosegel njihove države. "
Hadži Mirzāg Beg Kābulī je bil poslan v Baltistan, medtem ko so baltistanskega Mullā Tālib Isfahānīja in Mīhtar Yārī-ja poslali v Ladak. Prinešena sporočila, ki so po Abu´l Fazlu vsebovala „pomirjujoče in spodbudne besede“, kar očitno pomeni, da so ta poslanstva bila predvsem diplomatska potovanja za vzpostavitev diplomatskih stikov". Dve leti pozneje leta 1591 je Hadži Mirzāg Beg Kābulī v imenu cesarskega dvora potoval v Baltistan k Aliju Šeru Khanu, vladarju Malega Tibeta, ki je v kroniki Al-Badaonija (zv. 2, str. 388) omenjen kot Ali Rai. Hadži Mirzāg Beg Kābulī je s te misije na cesarski dvor pripeljal hčerko Alija Šer Khana, kjer so jo poročili s princem Salimom, kasnejšim mogulskim cesarjem Džahangirjem. To poroko potrjuje tudi Abu´l-Fazl (str. 323). Objavil je seznam Džahangirjevih žena. Po tem seznamu je bila žena št. 8 hči vladarja Malega Tibeta Alija Raya. Poroka se je zgodila v mohamedanskem letu 999, kar ustreza 1591 A. D. Vzporedno s to misijo je Mullā Talib Isfahānī že drugič potoval v Ladak. Oba veleposlanika sta napisala poročilo, v katerem sta opisala običaje in verske sekte Tibeta. Ta poroka kaže, da je bil Ali Šer Khan obravnavan kot edini politično relevantni factor v Baltistanu. Leta 1603 je Ali Šer Khan je napadel obmejna okrožja v Kašmirju, kar je sprožilo takojšen vojaški odziv Akbarja. Muhamad Kuli Khan Turkman se je proti njemu pomaknil s cesarskimi četami, Ali Šer Khan pa se je nemudoma  umaknil (Abu´l-Fazl: str. 529).
Med leti 1609 – 1612 je mogulski cesar Džahangir (1605-1612) poskusil zavzeti Baltistan. Abdu-l Hamíd Láhorí poroča v svojem spisu Bádšáh náma (str. 62) da je v imenu Džahangirjevega cesarskega poveljstva pod poveljstvom Háshim Khána, guvernerja Kašmirja, močna vojska korakala proti Baltistanu. Pohod pa je doživel velik poraz enot cesarske vojske, cesarska vojska se je umaknila z velikimi izgubami in z velikimi težavami v Kašmir.  Po kronistu Mohamad-ud-Din Fouku (str. 394) je bil Háshim Khán guverner Kašmirja med leti 1609 in 1612. Torej je nedvomno, da je bil Ali Šer Khan, ki je odbil poskus invazije.

## Osvojitev Ladaka
Zgodovinskega pomena za Ali Šer Khana je bila osvojitev Ladaka. Gotovo je, da se je to zgodilo pred letom 1603. Ladakijski kralj Džamjang Namgjel ('džam-dbjangs rnam-rgjal) se je vojaško vmešal v spopad med dvema lokalnima vladarjema v Puriku (Kargil). Po invaziji Ladaka v Purik (Kargil) se je Ali Šer Khan, s svojimi podaniki Šer Ghazijem, radžo Hapluja in radžo iz Šigarja nenadoma pojavil s svojimi četami iz Baltistana. Njegova vojska je zaobšla ladaško armado in okupirala Leh, glavno mesto Ladaka. Verjetno je to bilo leta 1594 A.D. Dosegel je popolno zmago nad ladakijskimi silami in ladaški kralj je pristal v ujetništvu. Ladak, ki je ostal brez obrambe, so preplavili bojevniki Ali Šer Khana, budistični samostani so bili oropani in uničeni, svete budistične knjige pa so bile zažgane. Ali Šer Khan se je umaknil v Baltistan in s seboj kot ujetnika odpeljal poraženega kralja Džamjang Namgjala. (Francke, str. 106).
V Baltistanu je Ali Šer Khan svojo hči rgjal Ha-tun poročil s kraljem Džamjangom Namgjelom, ki je bil v častnem ujetništvu. Posledično je Ali Šer Khan znova postavil Džamjanga Namgjela za kralja Ladaka, po drugi variant pa zaradi prejema obvestila o prihodu mogulske vojske v Kašmir. Zveza med princeso iz Batistana in ladaškim kraljem je rodila sina, in sicer Sengge Namgjel (Seng-ge rnam-rgjal). Ta vnuk Ali Šer Khana je postal eden najpomembnejših kraljev v zgodovini Ladaka. Ker poznamo pravni dokument, ki ga je leta 1610 izdal Senge Namgyal (Schuh, str. 15), je ta dogodek moral biti med 1590 in 1597. To lahko potrdi Abu´l Fazlov opis tretjega obiska cesarja Akbarja v Kašmirju leta 1597. Cesar Akbar je znova poslal veleposlanike iz Kašmirja na Tibet. Načrt za osvojitev Tibeta ni bil izveden. V tem kontekstu Abu´l Fazl navaja podrobnosti o Baltistanu in Ladaku, ki jih je 1597 očitno zbral med bivanjem v Kašmirju.
Zgodba, da je Ali Šer Khan osvojil ves Baltistan in vključil v svoje ozemlje Gilgit in Astor, izhaja iz ljudske izročila Baltistana. Dokler ni predstavljenih zanesljivih zgodovinskih virov, lahko ta zgodba samo navdihuje domišljijo. Res pa je, da je Ali Sher Khan nad mestecem Skardu postavil veliki trdnjavi Harfočo in Kahčana. To pomeni, da je treba sedež vladarja Makpona pred vladanjem Alija Šer Kana postaviti na drugo lokacijo v dolini Skardu. Ta kraj je bil verjetno Šigri (Šagari na modernih zemljevidih). Šigri ni le lokacija velike trdnjave. Tu najdemo tudi velik kamen, kjer je potekala slovesnost ob inavguraciji dediča prestola (Vigne, S. 251).

## Osvojitev Dardistana in Čitrala
Zahrbtni napadi in plenjenje vasi v Roundu Baltistanu, Drasu, Gultari in Šingo Šigarju s strani ljudi iz Gilgita, Čilasa  in  Astora ko je bil Ali Šer Khan Ančan zaposlen z vojnim pohodom v Ladak, so prisilili Ali Šer Khana Ančana, da je naredil tudi pohod na Gilgit s svojo veliko vojsko. Tako je osvojil Astor, Gilgit, Hunzo, Nagar in Čilas. Iz Gilgita je napredoval in osvojil Čitral in Kafiristan.